# Terminus (Doctor Who)
Terminus est le cent-vingt-sixième épisode de la première série de la série télévisée britannique de science-fiction Doctor Who. Deuxième épisode de la "trilogie du Gardien Noir" il fut originellement diffusé sur la BBC en quatre parties du 15 au 23 février 1983 et  voit la dernière apparition du personnage de Nyssa incarnée par Sarah Sutton.

## Accroche
Influencé par le Gardien Noir, Turlough sabote le TARDIS, obligeant le Docteur et ses compagnons à se rattacher à un vaisseau spatial. L'exploration du vaisseau en apparence vide va prendre un autre tournant lorsque celui-ci révélera sa vraie cargaison et sa destination : Terminus, une station spatiale au centre de la galaxie.

## Distribution
- Peter Davison — Le Docteur
- Sarah Sutton — Nyssa
- Janet Fielding — Tegan Jovanka
- Mark Strickson — Vislor Turlough
- Valentine Dyall — Le Gardien Noir
- Liza Goddard — Kari
- Dominic Guard — Olvir
- Andrew Burt — Valgard
- Tim Munro — Sigurd
- Martin Potter — Eirak
- Peter Benson — Bor
- R.J. Bell — Le Garm
- Martin Muncaster — La voix de Tannoy
- Rachel Weaver — Inga

### Résumé
Conduit par les instructions du Gardien Noir, Turlough sabote le TARDIS dans le dos de Tegan ce qui amène le vaisseau à se dissoudre. Une vague d'instabilité s'engouffre dans la chambre de Nyssa et une porte apparaît face à elle. Le Docteur lui demande de la franchir, car il sait qu'en cas de catastrophe, le TARDIS à pour instruction de se matérialiser sur le vaisseau le plus proche afin de se protéger. Partis explorer l'intérieur du vaisseau-spatial, le Docteur et Nyssa tombent sur deux pillards, Kari et Olvir. Hélas, pour eux, il s'avère que le vaisseau transporte en réalité des Lazars, porteur d'une maladie proche de la peste, qui doivent être acheminée vers une station spatiale nommée Terminus afin d'être soignés. Olvir révèle alors que personne n'est jamais revenu de là bas.
Nyssa, séparée du Docteur est infectée par la maladie et se retrouve sur Terminus avec les Lazars. Là, elle est brutalisée par les gardes de l'organisation de Terminus Inc, les Vanirs. Ceux-ci sont insensibles à la maladie grâce à une drogue nommée l'hydromel. Elle est livrée au Garm, une créature géante à tête de chien qui l'expose à des radiations. De son côté, le Docteur se rend compte que Terminus est au milieu de l'univers connu, et avec l'aide de Kari, il découvre que Terminus est en réalité un vaisseau spatial dont l'explosion au sein d'un vortex temporel est à l'origine de la création de l'univers, l'envoyant par conséquent des milliards d'années en avant dans le temps. Ils découvrent qu'une seconde explosion, prévue par l'ordinateur risque de l'anéantir.
Nyssa découvre qu'elle n'est plus infectée. La cure par radiation prodiguée par le Garm, en réalité un robot ayant une forme de monstre et contrôlé par les Vanirs, l'a guérie. Toutefois la méthode brouillonne est à l'origine de la mort de nombreuses personnes. Toujours grâce au Garm, le Docteur réussi à détruire neutraliser l'ordinateur et en retour, le Docteur rend la liberté au robot. Nyssa passe un marché avec les Vanirs, en échange du secret de la synthèse de l'hydromel, tous peuvent se sortir de l'influence de la corporation et créer une planète hôpital. Comprenant que ses aptitudes scientifiques sont bien plus utiles ici, Nyssa décide de rester sur Terminus. Alors que Tegan et le Docteur reviennent dans le TARDIS, le Gardien Noir menace Turlough en lui ordonnant de tuer le Docteur.

### Continuité
- C'est le deuxième épisode d'une trilogie intitulé "la trilogie du Gardien Noir" commencée avec Mawdryn Undead et se terminant avec Enlightenment.
- Turlough se fait attribuer la chambre autrefois occupée par Adric à l'intérieur du TARDIS. On peut y trouver des clins d'œil à Kinda (la double hélice), The Visitation (le masque de l'Androïde) et Logopolis (la carte du ciel.)
- On entend pour la première fois parler du "cœur du TARDIS" qui aura plus d'importance par la suite (L'Explosion de Cardiff)
- Il s'agit du dernier épisode à faire apparaître Nyssa dans la série, même si le personnage est revenue dans des productions audios ainsi que dans un caméo dans Dimensions in Time.